# Hypersédation
L’hypersédation (en anglais : oversedation) est un état de somnolence extrême, anormale, dangereuse, dans lequel se trouve un malade ne réagissant plus aux stimulations extérieures (voix forte ou réflexe au tapotement de la glabelle). En surveillance anesthésique elle correspond au score 6 de l'échelle de sédation de Ramsay. Les complications usuelles sont les troubles de la déglutition, l'hypopnée, une obstruction des voies respiratoires.

## Étiologies
Plusieurs circonstances peuvent induire une hypersédation. Il s'agit toujours de la conséquence d'une forme d'intoxication quelle soit médicamenteuse, alimentaire, ou par abus de substances psychoactives.
L'hypersédation est une complication redoutée des suites immédiates d'anesthésies générales ou régionales (y compris dentaires), surtout de longue durée, utilisant du propofol, des benzodiazépines, des opioïdes, etc. ou des associations de ces molécules. Sa survenue doit être particulièrement recherchée dans les salles de réveil ou dans les salles de surveillance post interventionnelle en dehors des blocs opératoires.
Mais elle peut aussi survenir hors anesthésie lors de la prise de neuroleptiques, de chlorhydrate de méclozine utilisé dans le traitement symptomatique de la crise vertigineuse chez l’adulte ou en prévention et traitement du mal des transports, ou de prométhazine utilisé en thérapeutique ou comme substance récréative, ou d'opioïdes dans le traitement des douleurs chroniques.
L'hypersédation est une complication redoutée mais rare de l'absorption, surtout chez les enfants, des baies blanches de Symphorine blanche.
L'usage récréatif de substances psychoactives, en particulier les opiacés (héroïne) est une cause d'hypersédation.

## Autres sédations extrêmes
Il ne faut pas confondre l'hypersédation qui est involontaire et dangereuse avec les concepts de sédation palliative et de sédation profonde utilisés en soins palliatifs.